# Ignácio Parreiras Neves
Ignácio Parreiras Neves (Vila Rica, 1730 — Vila Rica, 1794 ) foi um compositor e organista de música barroca do ciclo do ouro. Também era conhecido como cantor e maestro na região de Vila Rica . Em 1752, tornou-se membro da Irmandade de São José dos Homens Pardos e trabalhou para essa irmandade e para o prefeito de sua cidade natal. De 1776 a 1782, também foi organista da Igreja de Nossa Senhora das Mercês e Perdões .

## Composições

### Missas, oratórios e música sacra
- Ofício para os Funerais do Rei Dom Pedro III (Música fúnebre para o funeral do rei português Pedro III de Portugal ) (1786).
- Ladainha (1789)
- Oratório ao Menino Deus Para a Noite de Natal, sem vernáculo (1789)
- Credo
- Salve Regina